# Gottfried Schmitt

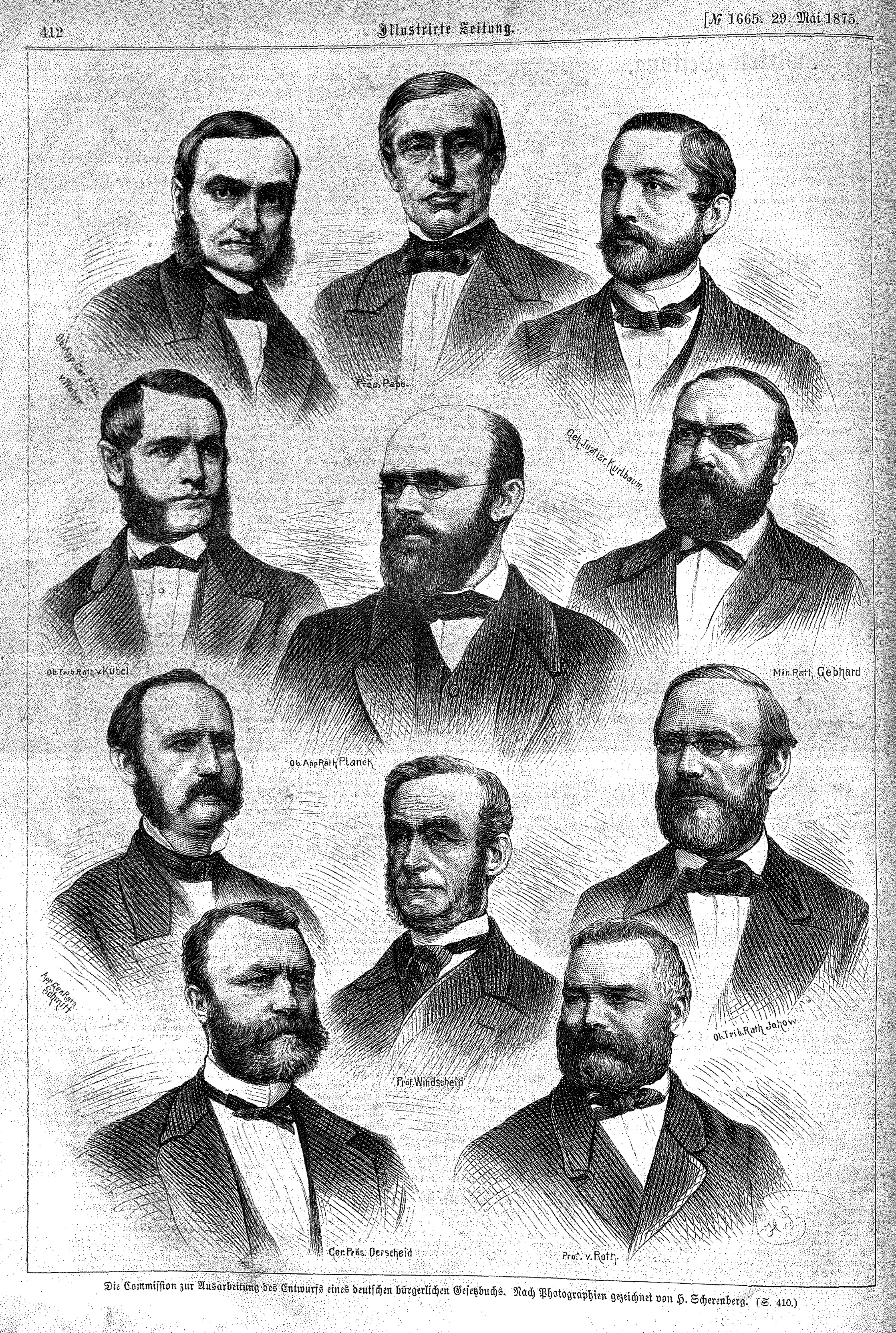
Schmitt in der Kommission für das BGB (Stich von Hermann Scherenberg, 1875)

Gottfried Schmitt, seit 1889 Ritter von Schmitt (* 30. September 1827 in Hofheim in Unterfranken; † 25. August 1908 in Ebern) war ein deutscher Jurist. Er war Redaktor des Erbrechts für das Bürgerliche Gesetzbuch, das zum 1. Januar 1900 im Deutschen Reich in Kraft trat. Schmitt erarbeitete den ersten Entwurf des Erbrechts im deutschen Bürgerlichen Gesetzbuch. Er kann als „Vater des deutschen Erbrechts“ angesehen werden.

## Leben
Er entstammte einer katholischen Bürgersfamilie und war der Sohn des Gastwirts Joseph Schmitt und dessen Ehefrau Dorothea Müller. Nach seinem Abitur 1847 studierte Schmitt Rechtswissenschaften in Würzburg. Er war seit 1846 Mitglied der Burschenschaft Germania zu Würzburg. 1852 bestand er die juristische Staatsprüfung. 
Seit Januar 1857 war er als Richter in Würzburg, Augsburg, Kempten, Nürnberg und Bamberg tätig. 1865 wurde ihm sein einziger Sohn Gottfried geboren. Am 16. Januar 1869 wurde Schmitt zum Appellationsgerichtsrat ernannt und in das bayerische Staatsministerium der Justiz einberufen. 
Mit dem 1. März 1874 wurde er zum Ministerialrat im bayerischen Justizministerium ernannt. Als solcher vertrat er Bayern im Justizausschuss des Bundesrates zu Berlin, wo er an den Verhandlungen der „Vorkommission“ zur Anfertigung eines Bürgerlichen Gesetzbuches teilnahm und die Interessen Bayerns wahrnahm. Durch Schreiben vom 27. Juni 1874 schlug der bayerische Justizminister Johann Nepomuk von Fäustle dem bayerischen König Ludwig II. vor, Schmitt und den Professor Paul von Roth als bayerische Mitglieder in die erste Kommission zum Bürgerlichen Gesetzbuch zu entsenden. Noch am selben Tag genehmigte Ludwig II. den Vorschlag seines Justizministers. Der Justizausschuss des Bundesrates sprach sich einmütig für den bayerischen Vorschlag aus und stellte Schmitt als Kandidaten für die erste Kommission zum BGB auf. Der Bundesrat wählte dann am 2. Juli 1874 Schmitt einstimmig in die erste Kommission. Schmitt nahm die Wahl zum Kommissionsmitglied an, wurde vom bayerischen Justizdienst befreit und verlegte seinen ständigen Wohnsitz von München nach Berlin, wo die erste Kommission zum BGB tagte. 
Am 1. September 1883 wurde er zum Oberlandesgerichtspräsidenten extra statum und am 1. September 1886 zum Präsidenten des Oberlandesgerichts Nürnberg unter Aufrechterhaltung der Befreiung vom Landesjustizdienst ernannt. Nach Auflösung der ersten Kommission zum BGB widmete Schmitt sich völlig seiner Arbeit als Oberlandesgerichtspräsident in Nürnberg. Als Bayern im Jahre 1890 für die zweite Kommission zur Ausarbeitung des BGB Schmitt als Vertreter vorschlagen wollte, lehnte Schmitt dies aus dienstlichen und persönlichen Gründen ab. Schmitt blieb OLG-Präsident in Nürnberg und wurde am 1. September 1891 Präsident des Obersten Bayerischen Landesgerichts mit dem Prädikat „Exzellenz“. Am 1. Oktober 1897 wurde er zum lebenslangen Reichsrat der Krone Bayerns ernannt. 
Für seine Verdienste war Schmitt 1889 durch Prinzregent Luitpold mit dem Komturkreuz des Verdienstordens der Bayerischen Krone beliehen worden. Damit verbunden war die Erhebung in den persönlichen Adelsstand und er durfte sich nach der Eintragung in die Adelsmatrikel Ritter von Schmitt nennen. 1899 hatte er das Großkomturkreuz zu diesem Orden erhalten.
Auf eigenes Ersuchen versetzte man ihn am 16. Oktober 1899 in den dauernden Ruhestand. Schmitt starb am 25. August 1908 in Ebern bei Bamberg.